# Dopełnienie ortogonalne
Dopełnienie ortogonalne podzbioru {\displaystyle A} przestrzeni {\displaystyle V} z określonym iloczynem skalarnym – zbiór wszystkich elementów w przestrzeni {\displaystyle V,} które są ortogonalne do każdego elementu zbioru {\displaystyle A.} Symbolicznie:
{\displaystyle A^{\bot }:=\left\{x\in V:\forall y\in A\ \langle x,y\rangle =0\right\}.}

## Własności
- Dopełnienie ortogonalne podzbioru przestrzeni Hilberta jest zbiorem domkniętym.
- W przestrzeni Hilberta {\displaystyle {\mathcal {H}}} dwukrotne złożenie dopełnienia ortogonalnego dla danego zbioru {\displaystyle A\subseteq {\mathcal {H}}} jest domknięciem powłoki liniowej, tj.

{\displaystyle (A^{\bot })^{\bot }={\overline {\mathrm {lin} A}}.}